# Vincent Richards
Vincent Richards (n. 20 martie 1903, Yonkers, New York, SUA – d. 28 septembrie 1959, New York City, New York, SUA) a fost un jucător de tenis american, medaliat olimpic. A participat la o ediție a Jocurilor Olimpice (1924) în care a câștigat două medalii de aur și o medalie de argint.